# 셰인 메이어
셰인 마이어(Shane Meier, 영어 발음: /ˈmaɪər/, 1977년 6월 11일 ~ )는 캐나다의 배우이다.
새스커툰에서 태어났다.

## 출연 작품

### 영화
- 용서받지 못한 자 (1992) - 윌 머니 주니어 역
- 스테이 튠 (1992)
- 욕망을 파는 집 (1993)
- 앙드레 (1994)
- 신비의 호수 (1995, Magic in the Water)
- 퀘스트 (1996)
- 매튜 셰퍼드 스토리 (2002, The Matthew Shepard Story)
- 어 데이트 위드 다크니스: 더 트라이얼 앤 캡처 오브 앤드류 러스터 (2003, Revenge of the Boarding School Dropouts) - 스핑크스 역

### 텔레비전
- 제3의 눈 (1995-97)
- 시티 레인져 (1997-98)
- 제7의 천국 (1999)